# Fazıl Hüsnü Dağlarca
Fazil Hüsnü Daglarca (ur. 26 sierpnia 1914, zm. 15 października 2008) – poeta turecki.

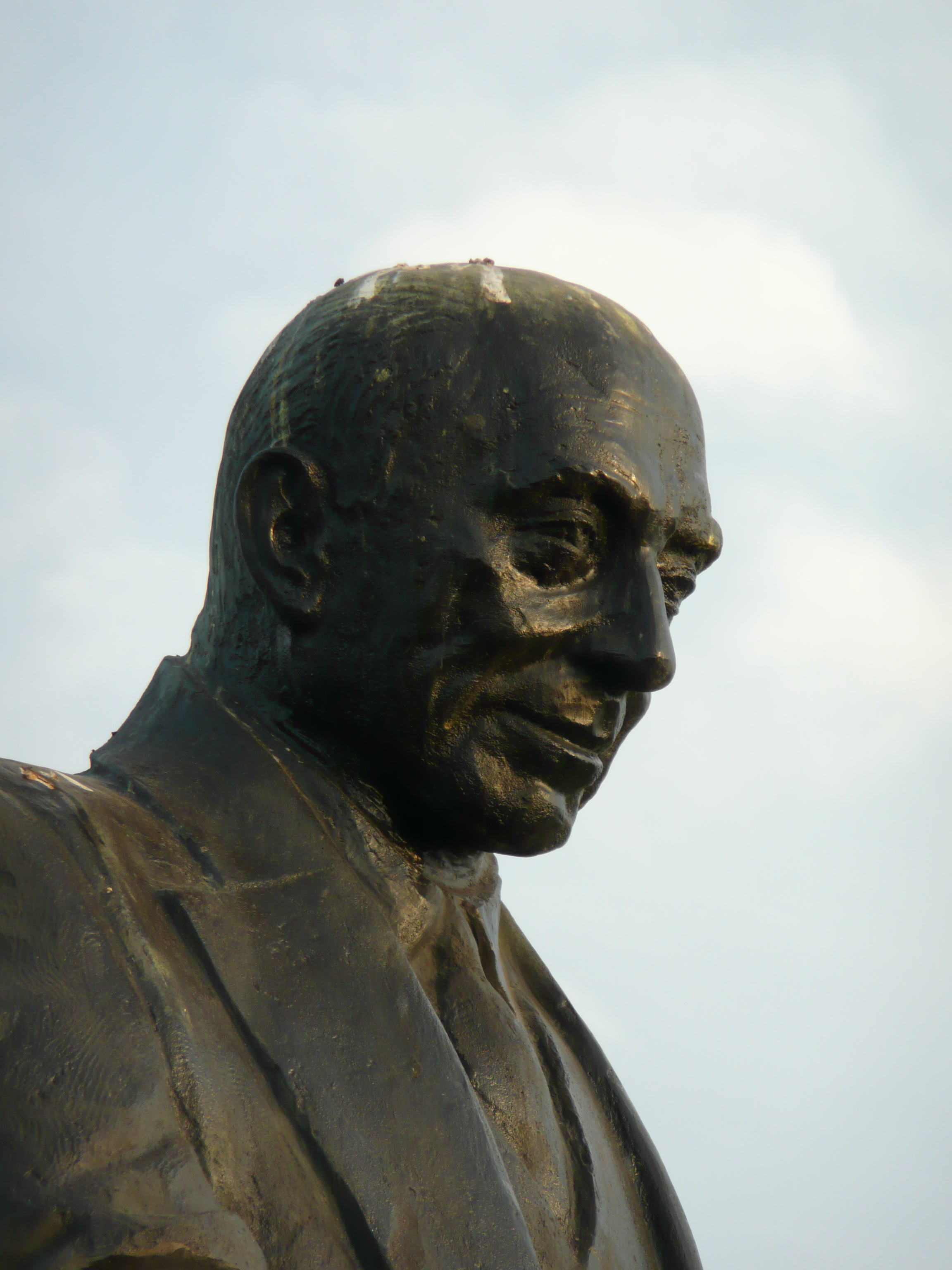

Był twórcą wierszy o tematyce politycznej i społecznej osadzonej w realiach wiejskich. Autor ponad 20 tomów poezji.